# 한국동굴연구소
한국동굴연구소는 동굴에 관한 학술조사, 매장문화재 조사 및 기초과학의 연구, 미개방동굴과 개장동굴의 보존방향을 정립, 자연동굴에 대한 학술조사를 목적으로 2004년 3월 22일 설립허가된 대한민국 문화체육관광부 소관의 사단법인이다. 사무실은 강원도 춘천시 퇴계동 11지구 50B 5L 2층 (우: 200-943)에 있다.

## 주요 사업
- 자연동굴의 발굴, 조사, 정리
- 자연동굴 관련 학술조사 및 연구
- 자연동굴 관련 학술세미나 개최
- 자연동굴에 관련된 교육 및 시민강좌
- 국제간 동굴 학술 문화교류
- 자연동굴 관련 도서의 출판
- 정부 또는 외부로부터의 위탁연구 용역
- 개발동굴에 대한 보존방향 및 관리자 교육
- 기타 동굴연구소의 목적에 관련된 사업